# Dörrtrapets
Dörrtrapets är ett träningsredskap som främst används för att utföra pull ups och chin ups. Det finns flera typer av modeller. Vanligast är dock att dörrtrapetsen kan monteras i dörrposten utan fast infästning, vilket gör den enkel att hänga upp och ta ner efter behov.